# A4260
A4260 är en väg som leder från A422 Henneff Way, Banbury till Frieze Way nära Oxford. Vägen har en körbana för majoriteten av rutten, förutom vid en del nära Steeple Aston i ungefär 1,4 km och vid Frieze Way där A4260 möter A34 vid Peartree Interchange, Oxford, där vägen har två körbanor. Vägen passerar genom Bodicote, Adderbury, Deddington och Kidlington. 